# Raya Haffar El Hassan
Raya Haffar El Hassan (Janeiro de 1967) é uma política libanesa, Ministra do Interior e dos Municípios, e ex-Ministra das Finanças, sendo a primeira mulher no Líbano a ser nomeada para tais cargos no governo.

## Início da vida e educação
Hassan nasceu em Janeiro de 1967, no seio de uma família sunita. Em Junho de 1987 recebeu um diploma de bacharel em administração de empresas pela Universidade Americana de Beirute, obtendo em seguidaum MBA em finanças em investimentos pela Universidade George Washington, em 1990.

## Carreira
No início da sua carreira, Hassan trabalhou com o Méditerranée Investors Group.
Foi depois conselheira do Ministro da Economia e do Comércio, trabalhando mais tarde como membro do Gabinete do Primeiro-Ministro, líder de projectos e supervisão das reformas na gestão de investimentos. Trabalhou depois na elaboração de agendas de reformas económicas e sociais para o gabinete do Primeiro-Ministro.
Antes de ser nomeada Ministra das Finanças trabalhou em outros programas administrativos sob os auspícios do Programa das Nações Unidas para o Desenvolvimento e do Banco Mundial.

### Ministra das Finanças
A 9 de Novembro de 2009 Hassan foi nomeada Ministra das Finanças, substituíndo Mohamad Chatah no lugar. Terminou o mandato em 2011, sendo sucedida por Mohammad Safadi.

### Ministra do Interior e Municípios
A 31 de Janeiro de 2019 Hassan foi nomeada Ministra do Interior e Municípios, substituindo Nohad Machnouk no lugar.

## Outras afiliações e associações
Hassan é um membro da Aliança 14 de Março e aliada de Saad Hariri. Em 2016, participou do conselho consultivo dos Arab Human Develoment Reports. É membro do conselho de administração no Banco MedInvestment (BankMed), onde também participa do comité de auditoria.
Hassan preside ainda à Zona Económica Especial de Trípoli (TSEZ).

## Vida pessoal
Hassan é casada com Janah Al Hassan, de quem tem três filhos.

## 
1. 1 2  «Special Spot». The Business Year
2. ↑  «Le portefeuille des Finances libanaises passe en mains féminines» (em francês)
3. ↑  «Subscribe to read». Financial Times (em inglês)
4. 1 2 3  «Raya Haffar AL Hassan» (PDF)
5. 1 2  «The Republic of Lebanon»
6. ↑  «Reunion News»
7. 1 2 3  «Speakers». Consultado em 17 de fevereiro de 2019. Arquivado do original em 29 de outubro de 2013
8. ↑  «GW Magazine». www2.gwu.edu
9. 1 2  «About RHU -Rafik Hariri University». www.rhu.edu.lb (em inglês)
10. 1 2  «Lebanon rivals form unity government»
11. ↑  «Lebanon's Hariri forms unity govt with Hezbollah» (em inglês)
12. ↑  «The Cabinet». Consultado em 17 de fevereiro de 2019. Arquivado do original em 14 de abril de 2013
13. ↑  «Liban : une femme devient ministre de l'Intérieur». lejdd.fr (em francês)
14. ↑  «Hezbollah back in the Lebanon fray»
15. ↑  «Arab Human Development Reports: Report 2016» (PDF)
16. ↑  «Bankmed». www.bankmed.com.lb
17. ↑  «BankMed: BankMed Annual Report 2013» (PDF)
18. ↑  «Subscribe to read». Financial Times (em inglês)
19. ↑  «Mum defies Lebanese banking tradition»